# Пекарщина
Пе́карщина  — село у Україні, у Житомирському районі Житомирської області, входить до складу Черняхівської селищної громади.
Село Пекарщина — до 2020 року центр сільської Ради, якій було підпорядковане село Мокренщина. Розташоване за 9 км від центру громади Черняхова та за 10 км від залізничної станції Горбаші.

## Відомості
Розташоване за 9 км від центру громади Черняхова та за 10 км від залізничної станції Горбаші.
Пекарщина відома з другої половини 17 століття. Але люди тут жили значно раніше, про що свідчать могили слов'янського періоду, які видніються на старому кладовищі села, яке розміщене з південної сторони села.
Вперше школа в селі Пекарщина була відкрита в 1892 році, де один вчитель навчав 49 учнів.
У селі колгосп організували 1931 року.
На території сільської Ради в 1933 році від голоду померло 149 чоловік, у тому числі 49 дітей, а в 1937 році було репресовано 11 чоловік.
Під час Німецько-радянської війни 78 жителів села воювали проти гітлерівських загарбників. З них 48 загинуло, 60 чоловік нагороджено бойовими орденами та медалями. Учасник війни лейтенант Трохименко Василь Харитонович нагороджений орденом Вітчизняної війни ІІ ступеня, орденом Червоної Зірки, медалями «За відвагу», «За оборону Москви», «За оборону Сталінграда» та ін.
На честь воїнів визволителів села, які полягли в боях з нацистами, на двох братських могилах встановлено обеліски.
У роки Радянської влади розміщалась центральна садиба сільськогосподарського підприємства «Зоря».
Працювала восьмирічна школа, де щорічно навчалось 125—150 учнів, є церква, будинок культури, бібліотека, ФАП, два магазини.

## Населення

### Мова
Розподіл населення за рідною мовою за даними перепису 2001 року:
| Мова       | Кількість | Відсоток |
| ---------- | --------- | -------- |
| українська | 348       | 99.71 %  |
| російська  | 1         | 0.29 %   |
| Усього     | 349       | 100 %    |